# Lured
Lured is een Amerikaanse film noir uit 1947 onder regie van Douglas Sirk. De film werd destijds uitgebracht onder de titel In de val gelokt.

## Verhaal
In Londen vermoordt een man vrouwen, die hij ontmoet via de advertentiepagina's in de krant. Hij kondigt zijn moorden ook aan door middel van cryptische krantenadvertenties. Wanneer de vriendin van Sandra Carpenter wordt ontvoerd, plaatst ze een advertentie om de seriemoordenaar in de val te lokken.

## Rolverdeling
| Acteur           | Personage            |
| ---------------- | -------------------- |
| George Sanders   | Robert Fleming       |
| Lucille Ball     | Sandra Carpenter     |
| Charles Coburn   | Harley Temple        |
| Boris Karloff    | Charles van Druten   |
| Cedric Hardwicke | Julian Wilde         |
| Joseph Calleia   | Dr. Nicholas Moryani |
| Alan Mowbray     | Lyle Maxwell         |
| George Zucco     | H.R. Barrett         |
| Robert Coote     | Barret               |
| Alan Napier      | Gordon               |
| Tanis Chandler   | Lucy Barnard         |